# Defective by Design

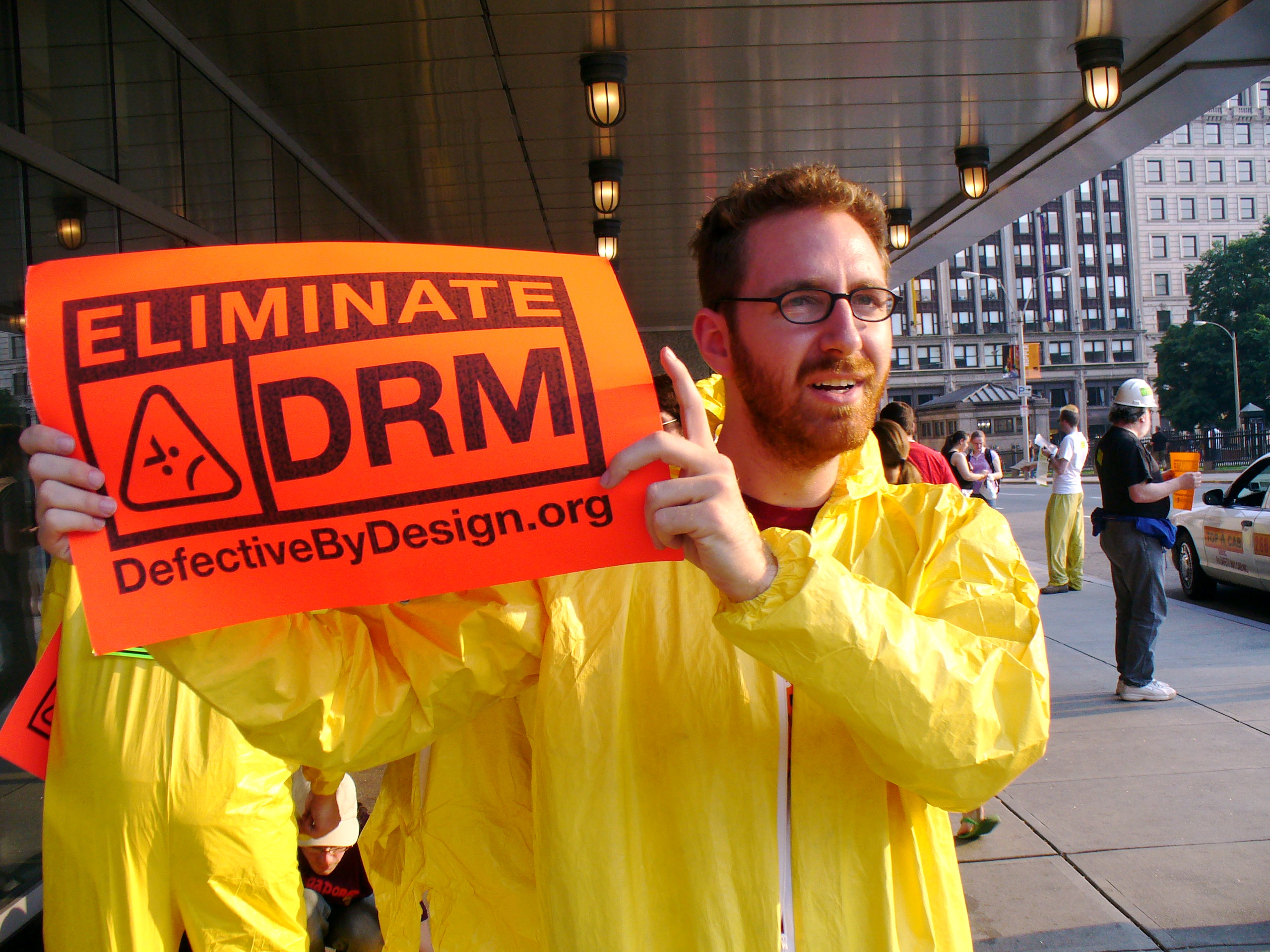
Attivista protesta contro i DRM (Maggio 2007).

Logo del movimento

Defective by Design (in italiano: "Difettoso per progetto", meglio traducibile come "Intenzionalmente difettoso") è un'iniziativa anti-DRM (gestione dei diritti digitali) della Free Software Foundation.
La tecnologia DRM restringe agli utenti la capacità di usare liberamente i film, la musica, la letteratura e il software acquistato con le modalità che sono di consueto utilizzate con i media ordinari non restrittibili.
La filosofia dei Defective by Design è che il DRM è progettato per restringere l'uso del prodotto.
Ciò - dichiarano i sostenitori del DbD- pregiudica il futuro della libertà digitale. Il gruppo ha lo scopo di rivolgersi ai grandi media, agli inutili produttori, ai distributori DRM e si prefigge di rendere edotto il grande pubblico e coinvolgerlo nell'iniziativa.
Rappresenta uno dei primi sforzi della Free Software Foundation di trovare una causa comune con le attuali attività sociali, e di incoraggiare i fautori del software libero ad essere coinvolti socialmente.
Alla fine del 2006, i membri registrati sono 12.000.
Il termine "defective by design" è stato coniato da Joshua Ginsberg, l'amministratore di sistema senior della Free Software Foundation, nel maggio del 2006 durante un colloquio con Peter T. Brown riguardo alle nuove strategie da adottare.

## Impatto sul DRM

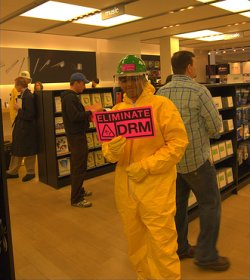
Un attivista di Defective by Design protesta in un negozio Apple a Cambridge, Massachusetts.

DRM è utilizzato per criptare molti prodotti multimediali (inclusi audio, video e giochi per console) e il suo scopo è prevenire violazioni di copyright limitando o proibendo la duplicazione del prodotto. DRM può prevenire che gli utenti duplichino i CD o i DVD, che qualcuno guardi un DVD saltando l'anteprima, o crei problemi con l'interoperabilità tra prodotti concorrenti. Sebbene ci siano molti cracker che riescono spesso a trovare un modo per aggirare il DRM, questo processo può essere complicato e può richiedere l'utilizzo di un analog hole. Per altri, in certi casi, il DRM può non solo bloccare il loro utilizzo illegale, ma anche quello legale.

## Storia
Defective By Design è un'iniziativa congiunta della Free Software Foundation e di CivicActions, una compagnia che sviluppa campagne di sostegno online. I capi organizzatori sono Gregory Heller di CivicActions, Peter T. Brown, direttore esecutivo della Free Software Foundation, e Henri Poole, un membro della CivicActions che è anche un direttore della Free Software Foundation.
La campagna è stata lanciata nel maggio 2006 con una protesta anti-DRM al WinHEC. Nella protesta erano presenti i membri della Free Software Foundation (FSF) in tute antincendio gialle "handing out pamphlets explaining that Microsoft products are — in the words of the key slogan for the campaign — 'defective by design' because of the DRM technologies included in them." (in italiano: «distribuendo degli opuscoli spiegando che i prodotti della Microsoft sono - usando le parole chiave dello slogan utilizzato per la campagna - "difettose già a partire dal progetto" a causa delle tecnologie DRM già in esse.»)
In seguito, la campagna ha organizzato molte manifestazioni con un vario grado di successo. La campagna sostiene che la sua campagna telefonica contro la Recording Industry Association of America e le organizzazioni correlate nel mondo ha portato a migliaia di telefonate da persone che criticavano la posizione da parte dell'industria in materia di DRM. D'altro canto, gli sforzi per incontrarsi con Bono degli U2, un sostenitore importante del programma di Apple, iTunes anch'esso regolato da DRM, non ha dato ancora risultati. Comunque, quattro industrie discografiche hanno lasciato le loro cause legali e si sono associate con Apple e Microsoft per eliminare il DRM dalla vendita di musica.
DefectiveByDesign.org ha proclamato il 3 ottobre, 2006 il "Day Against DRM" (Giorno Contro il DRM), ed ha organizzato molti eventi fuori dai negozi più importanti della Apple negli States e nel Regno Unito. Di nuovo dei manifestanti hanno indossato tute antincendio e hanno porto al pubblico dei volantini spiegando l'uso di Apple del DRM nel suo music store di iTunes e nei loro riproduttori musicali, gli iPod.
Riguardo alla campagna organizzata assieme a quella relativa a BadVista il 30 gennaio, 2007 a Times Square, altri manifestanti in tute antincendio hanno lasciato dei volantini agli spettatori riguardo ai pericoli del DRM di Windows Vista e sulle caratteristiche del Trusted Computing, lasciando anche CD con software libero per gli utenti per installare delle alternative libere al posto di Vista.

## Campagna delle etichette
Il sito di Defective by Design incoraggia gli utenti ad usare la caratteristica di tagging di Amazon.com per segnare certi prodotti con l'etichetta 'defectivebydesign'. Tra gli oggetti etichettati si possono trovare lettori DVD, titoli DVD protetti dal DRM, film in HD DVD e Blu-Ray (incluso Pan's Labyrinth e Battlestar Galactica), Windows Vista, Microsoft Zune e l'iPod.
L'etichetta ha fatto la sua comparsa anche su altri siti che hanno questa funzione. Su Slashdot l'etichetta viene applicata a brani che trattano di DRM e Windows Vista.